# Stictoleptura martini
Stictoleptura martini är en skalbaggsart som först beskrevs av Sláma 1982.  Stictoleptura martini ingår i släktet Stictoleptura och familjen långhorningar. Inga underarter finns listade i Catalogue of Life.